# 联合国安全理事会第35号决议
《联合国安理会35号决议》是于1947年10月3日在联合国安全理事会第207次会议上通过的。该决议是关于印度尼西亚问题的，以9票赞成，2票弃权通过。
决议决定任命联合国秘书长为安理会根据联合国安理会31号决议设立的三国委员会的召集人，并制定议事规则，决议敦促三国委员会急速开始行动。